# Allobosca
Allobosca là một chi ruồi hút máu thuộc họ ruồi rận Hippoboscidae. Chỉ có duy nhất một loài được biết cho đến nay là Allobosca crassipes Speiser, 1899.. Chúng sống ký sinh trên loài vượn cáo..

## Phân bố
Chi này chỉ tìm thấy ở Madagascar.. Các động vật chủ của chúng gồm các loài Eulemur macaco, Eulemur rubriventer, Lepilemur mustelinus, Avahi laniger, Propithecus diadema.

## Phân loại
- Allobosca crassipes Speiser, 1899